# Iwan Chochłow
Iwan Siergiejewicz Chochłow (ros. Иван Сергеевич Хохлов, ur.16 maja?/28 maja 1895  we wsi Gubino k. Bronnic, zm. 11 lutego 1973 w Moskwie) – rosyjski polityk komunistyczny, generał porucznik Armii Czerwonej, przewodniczący Rady Komisarzy Ludowych Rosyjskiej FSRR w latach 1940–1943.
Od 1906 pracował jako tkacz, w latach 1918–1919 był w Armii Czerwonej, 1920–1923 pracownik inspekcji kontroli robotników rolnych, 1923–1929 w komitecie wykonawczym w Bronnicach, 1931–1934 w wydziale finansowym obwodu moskiewskiego, 1934–1937 przewodniczący rejonowego komitetu wykonawczego w Ramienskoje, 1937–1958 deputowany do Rady Najwyższej ZSRR od 1. do 4. kadencji, od 17 stycznia 1938 do 31 maja 1938 zastępca przewodniczącego Prezydium Rady Najwyższej ZSRR. 1937-1938 przewodniczący komitetu wykonawczego obwodowej rady w Moskwie.
Od 2 czerwca 1940 do 5 maja 1942 przewodniczący Rady Komisarzy Ludowych RFSRR. W latach 1941–1944 członek Rady Wojskowej Frontu Zachodniego, od 1943 generał porucznik służby kwatermistrzowskiej, w latach 1944–1945 członek Rady Wojskowej 3 Frontu Białoruskiego.
Pochowany na Cmentarzu Nowodziewiczym.